# فرودگاه لیک هود استریپ
فرودگاه لیک هود استریپ (به انگلیسی: Lake Hood Strip) یک فرودگاه همگانی پایگاه هوایی با کد یاتا none است که یک باند فرود شن دارد و طول باند آن ۶۷۱ متر است. این فرودگاه در شهر انکوریج کشور ایالات متحده آمریکا قرار دارد و در ارتفاع ۲۲ متری از سطح دریا واقع شده است.